# دودة الوجبة

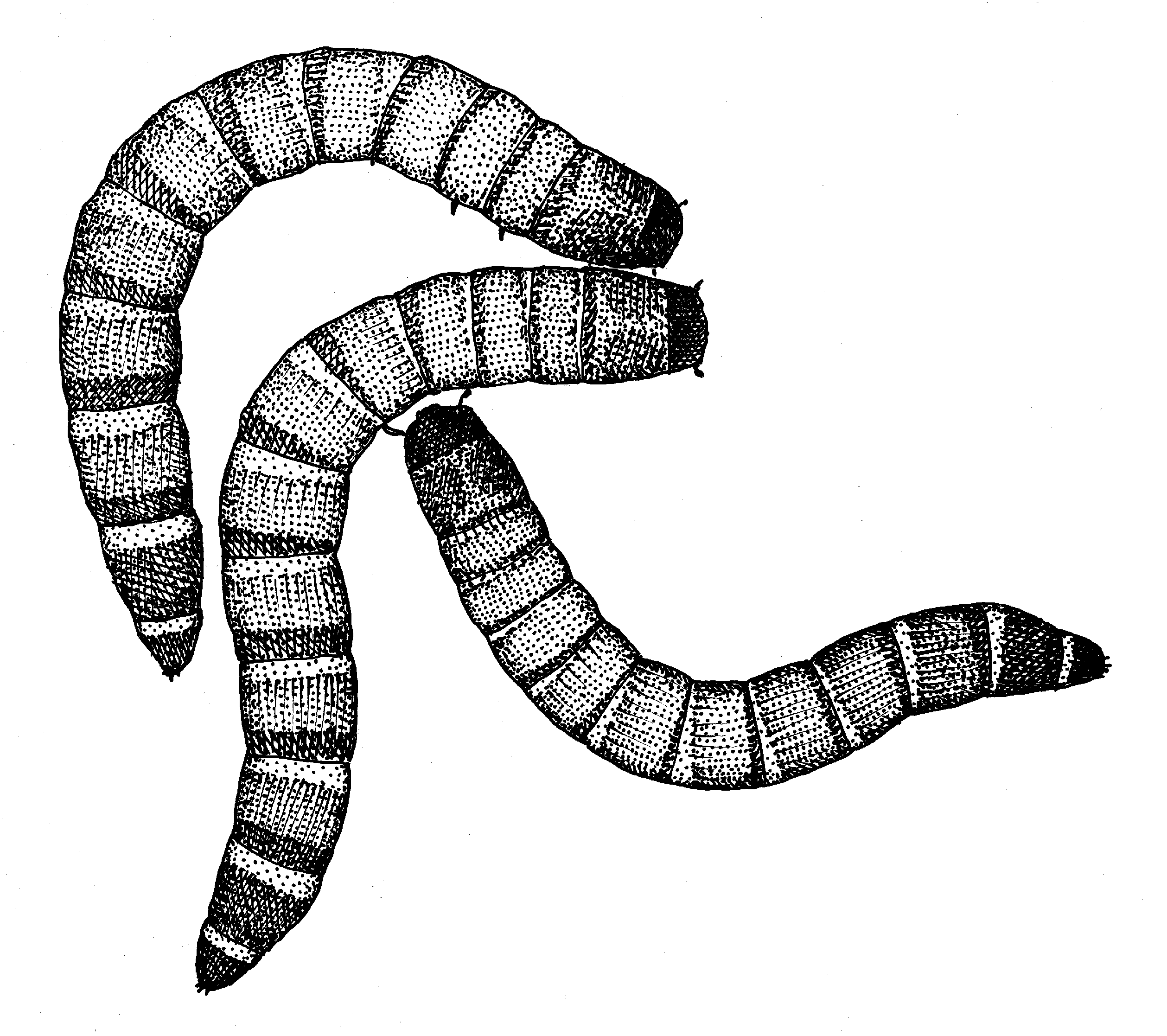
ديدان الدقيق (يرقات تينبريو موليتور) التي رسمها ديس هيلمور

ديدان الوجبة أو دودة جريش الذرة الصفراء أو طراوة (الاسم العلمي: Tenebrio molitor) هي الشكل اليرقي لخنفساء دودة الوجبة الصفراء، وهي نوع من الخنفساء الداكنة. مثل جميع الحشرات الكاملة التمثيل الغذائي، فإنها تمر بأربع مراحل حياة: البيضة، واليرقة، والخادرة، والبالغة. يبلغ طول اليرقات عادة حوالي 2.5 سنتيمتر (0.98 بوصة) أو أكثر، في حين يبلغ طول البالغين بشكل عام 1.25 إلى 1.8 سنتيمتر (0.49 إلى 0.71 بوصة) في الطول.

## العلاقة مع البشر
غالبًا ما يستخدم Tenebrio molitor في الأبحاث البيولوجية. إن حجمه الكبير نسبيًا وسهولة تربيته والتعامل معه ومكانته ككائن غير نموذجي يجعله مفيدًا في إثبات دراسات المفاهيم في مجالات البيولوجيا الأساسية والكيمياء الحيوية والتطور وعلم المناعة وعلم وظائف الأعضاء.

### كآفات
تعتبر ديدان الدقيق عمومًا آفات، لأنها تتغذى على الحبوب المخزنة. ربما نشأت ديدان الدقيق في منطقة البحر الأبيض المتوسط، ولكنها موجودة الآن في العديد من مناطق العالم نتيجة للتجارة البشرية والاستعمار. يمكن إرجاع أقدم السجلات الأثرية لديدان الوجبة إلى العصر البرونزي في تركيا. تعود السجلات من الجزر البريطانية وشمال أوروبا إلى تاريخ لاحق، كما أن ديدان الوجبة غائبة بشكل واضح عن الاكتشافات الأثرية في مصر القديمة. 

### كعلف وأغذية للحيوانات الأليفة
تُستخدم ديدان الوجبة عادةً كغذاء للحيوانات الأليفة للزواحف الأسيرة والأسماك والطيور وبعض الثدييات الصغيرة. كما يتم توفيرها للطيور البرية في مغذيات الطيور، خاصة خلال موسم التعشيش. تعتبر ديدان الوجبة مفيدة لمحتواها العالي من البروتين. كما أنها تستخدم كطعم لصيد الأسماك. 
وهي متوفرة تجاريًا بكميات كبيرة وعادةً ما تكون متوفرة في حاويات تحتوي على النخالة أو دقيق الشوفان للطعام. يقوم المزارعون التجاريون بدمج هرمون الأحداث في عملية التغذية للحفاظ على دودة الوجبة في مرحلة اليرقات وتحقيق طول غير طبيعي يبلغ 2 سم أو أكثر. 

### كطعام

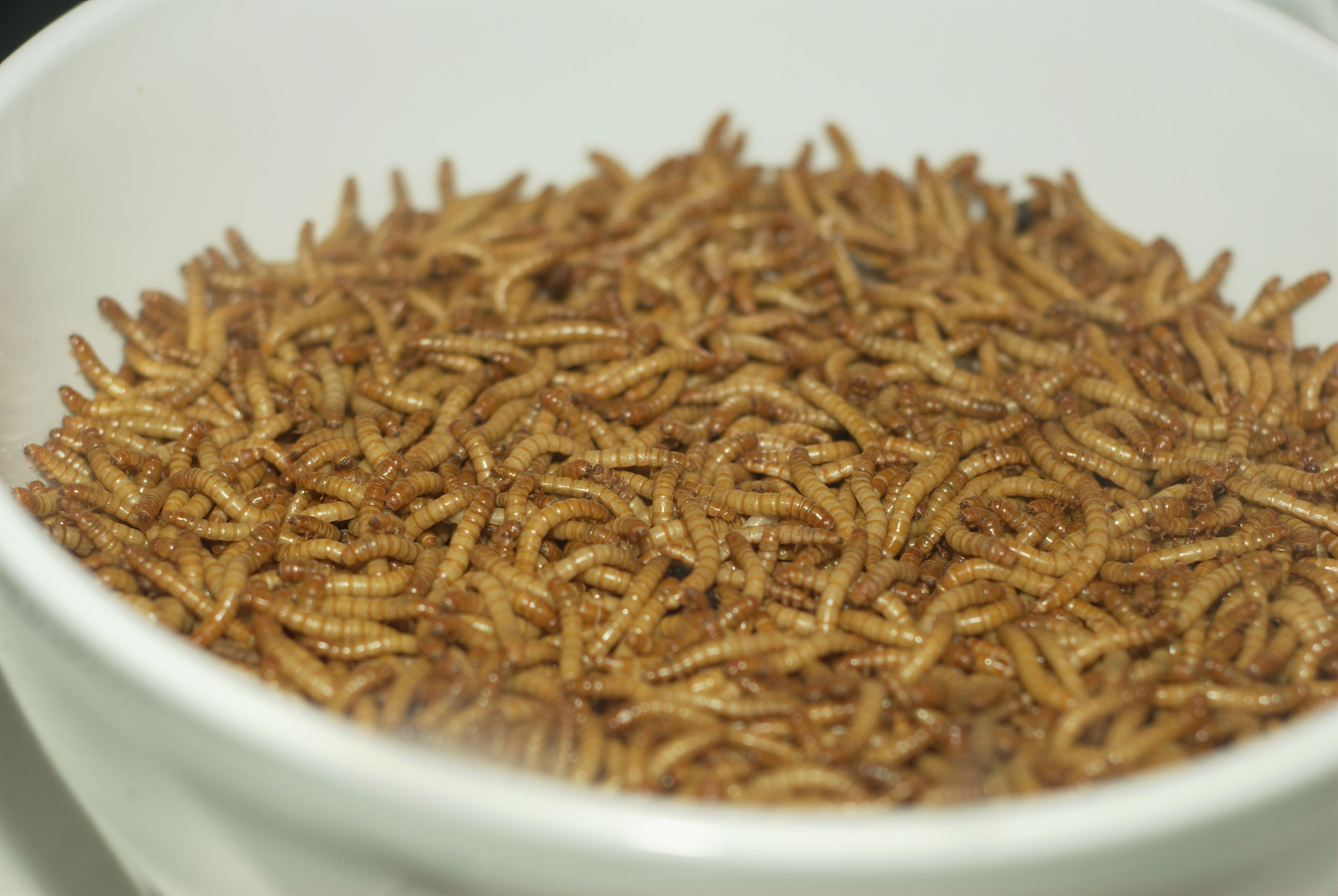
ديدان وجبة في وعاء

ديدان الدقيق صالحة للأكل بالنسبة للبشر، ويتم معالجتها في العديد من المواد الغذائية الحشرية المتوفرة في تجارة المواد الغذائية بالتجزئة مثل برغر الحشرات. 
تاريخيًا، تم استهلاك ديدان الدقيق في العديد من البلدان الآسيوية، وخاصة في جنوب شرق آسيا. هناك، يتم العثور عليها عادة في أسواق المواد الغذائية وتباع كغذاء في الشوارع إلى جانب الحشرات الأخرى الصالحة للأكل. تم تسويق ديدان الوجبة المخبوزة أو المقلية كوجبة خفيفة صحية في التاريخ الحديث، على الرغم من أن استهلاك ديدان الوجبة يعود إلى قرون مضت. 
في مايو 2017، تمت الموافقة على استخدام ديدان الوجبة كغذاء في سويسرا.  في يونيو 2021، تم السماح بديدان الوجبة المجففة كغذاء جديد في الاتحاد الأوروبي،  بعد أن قامت هيئة سلامة الأغذية الأوروبية بتقييم اليرقات على أنها آمنة للاستهلاك البشري.  
تحتوي يرقات دودة الدقيق على محتوى غذائي كبير.  لكل 100 جرام من يرقات دودة الدقيق الخام، تحتوي على 206 سعرة حرارية وفي أي مكان من 14 إلى 25 جرامًا من البروتين.  تحتوي يرقات دودة الدقيق على مستويات من البوتاسيوم والنحاس والصوديوم والسيلينيوم والحديد والزنك التي تنافس تلك الموجودة في لحم البقر. تحتوي ديدان الوجبة على أحماض اللينوليك الأساسية أيضًا. كما أنها تحتوي على نسبة أكبر من الفيتامينات من حيث الوزن مقارنة بلحم البقر، ولا يشمل فيتامين ب12.  
يمكن تربية ديدان الدقيق بسهولة على الشوفان الطازج أو نخالة القمح أو الحبوب، مع شرائح البطاطس أو الجزر أو التفاح كمصدر للرطوبة. إن المساحة الصغيرة اللازمة لتربية ديدان الوجبة جعلتها ذات صلة بالإنتاج الضخم الصناعي القابل للتطوير. 

### في التخلص من النفايات
في عام 2015، تم اكتشاف أن 100 من دودة الوجبة يمكنها تحليل البوليسترين إلى مادة عضوية قابلة للاستخدام بمعدل حوالي 34-39 ملليجرام يوميًا. بالإضافة إلى ذلك، لم يتم العثور على فرق بين ديدان الوجبة التي تتغذى على الستايروفوم فقط وديدان الوجبة التي تتغذى على الأطعمة التقليدية، خلال مدة التجربة البالغة شهرًا واحدًا.  الكائنات الحية الدقيقة الموجودة داخل أمعاء دودة الوجبة هي المسؤولة عن تحلل البوليسترين، حيث لا تظهر على دودة الوجبة التي تعطى المضاد الحيوي الجنتاميسين أي علامات للتحلل.  ومع ذلك، فقد أثبتت المستعمرات المعزولة من ميكروبات أمعاء دودة الوجبة أنها أقل كفاءة في التحلل من البكتيريا الموجودة داخل الأمعاء. 

## أنظر أيضا
- زوند 5، مهمة فضائية عام 1968 كانت فيها ديدان الوجبة من بين الكائنات الأرضية الأولى التي سافرت إلى القمر ودارت حول القمر [24]